# Жуковський (місто)
Жуко́вський (рос. Жуковский) — місто, адміністративний центр Жуковського міського округу Московської області Росії. Наукоград Російської Федерації.

## Географія
Жуковський лежить за 40 км на південний схід від Москви.

## Історія
1933 — недалеко від Казанської залізниці затверджено будівельний майданчик для Центрального аерогідродинамічного інституту.
1938 — новоутвореному робітничому селищу присвоєно ім'я донбаського шахтаря Олексія Стаханова.
1947 — з нагоди 100-річчя з дня народження видатного вченого М. Є. Жуковського селище Стаханово було перетворено у місто Жуковський.
2007 — постановою Уряду РФ Жуковський отримав статус Наукограду.
2008 — Жуковський став національним центром авіабудування.

## Населення
Населення — 104 736 осіб (2010; 101 328 у 2002).

## Господарство

### Наукоград
29 січня 2007 прем'єр-міністр РФ підписав постанову уряду РФ про надання місту Жуковський статусу наукограду РФ. Пріоритетними визначені такі напрями: експериментальні розробки, випробування та підготовка кадрів, інформаційно-телекомунікаційні системи, транспортні, авіаційні і космічні системи, перспективні озброєння, військова і спеціальна техніка, енергетика та енергозбереження.

### Науково-промисловий комплекс міста

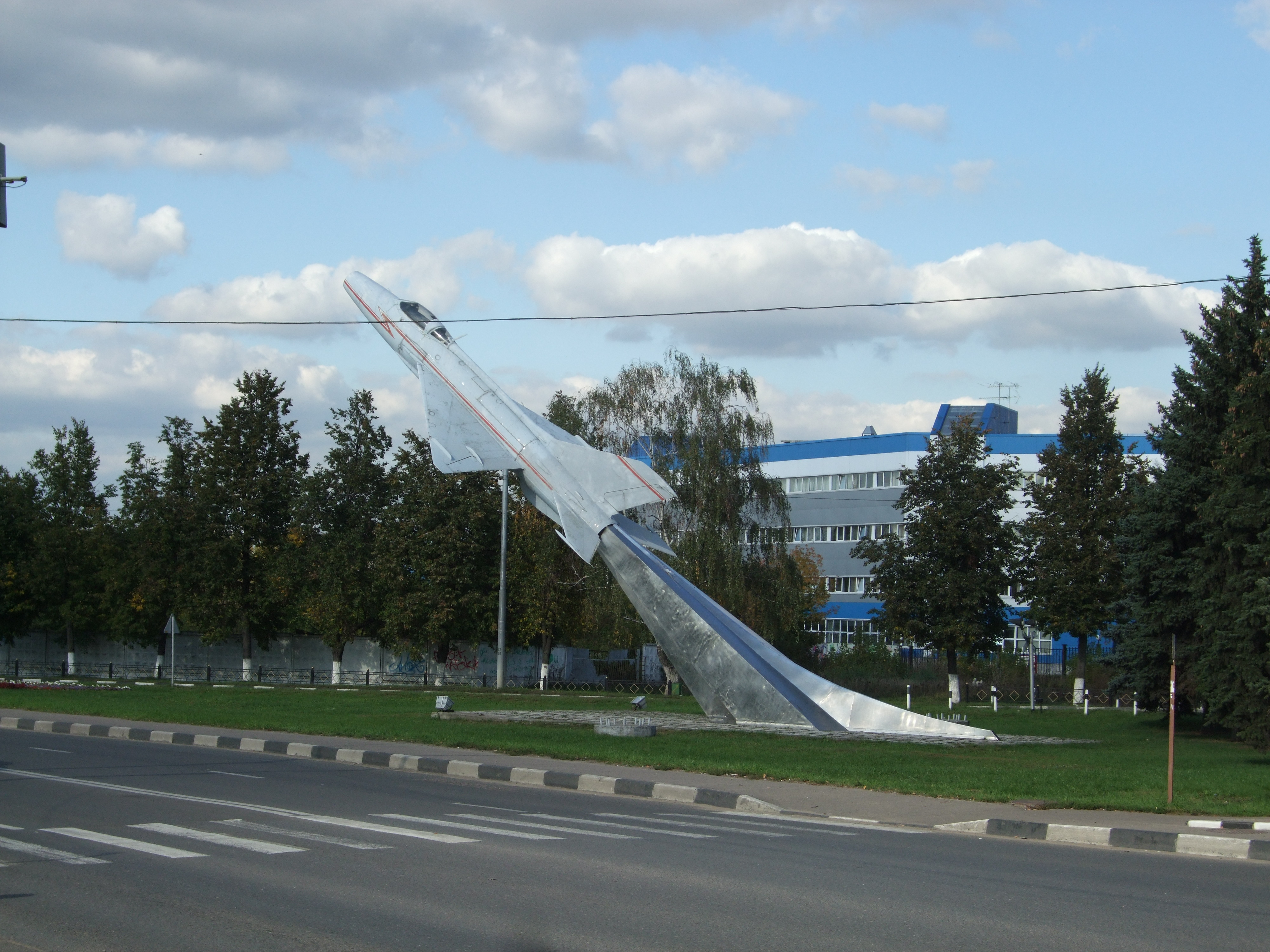
Пам'ятник літаку

Льотно-дослі́дницький інститу́т і́мені М. М. Гро́мова (ЛДІ) — наукова установа, що складається з аеродрому («Жуковський») і наукового центру, розташованого в місті Жуковський Московської області.
Аеродром ЛДІ — один з найбільших у світі. Площа його бетонного покриття становить 2,5 мільйона квадратних метрів. Основна злітно-посадкова смуга аеродрому (ЗПС-4) — найдовша в Європі (її довжина — 5403 метри).
З 1992 року аеродром щороку приймає авіавиставки, раз на два роки (по непарних) проводиться Міжнародний авіаційно-космічний салон «МАКС». Черговий авіасалон пройшов у 2009 році.

У місті проводились льотні випробування «Бурану», працівники наукових установ міста брали участь у розробці систем «Бурану», станції «Мир», міжнародної космічної станції «Альфа».
ФГУП ЦАГІ ім. Жуковського — найбільший у світі центр авіаційної науки.
ВАТ НДІІП ім. В. В. Тихомирова — головна установа у Росії з розробки систем управління озброєнням літаків-винищувачів та мобільних зенітних ракетних комплексів.
ВАТ МНДІ «Агат» — провідне підприємство оборонної промисловості Росії в галузі створення радіолокаційних головок самонаведення для ракет, які застосовуються у системах боротьби з засобами повітряного нападу.
У місті працює понад 1000 людей, які мають науковий ступінь, серед них 1 академік, 5 членів-кореспондентів РАН, 128 докторів наук.
ФГУП «ЕМЗ ім. В. М. Мясищева» — тут створена авіаційна транспортна система ВМ-Т «Атлант» яка забезпечила перевезення ракетоносія «Енергія» та космічного човника «Буран» на Байконур.

### Культура

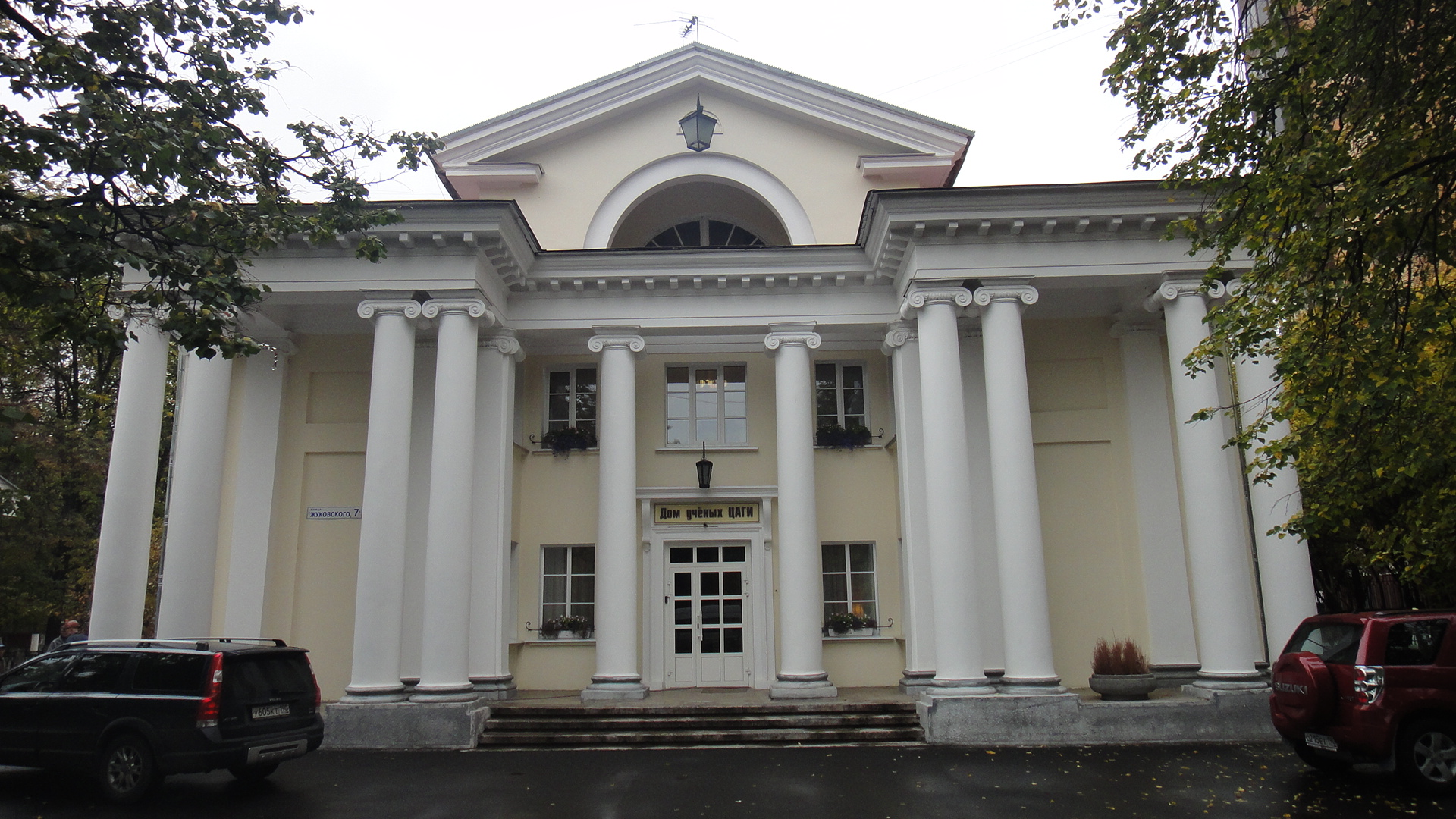
Будинок вчених ЦАГІ

У місті працює симфонічний оркестр, заснований у 1960 році, яким керує Сергій Іванович Скрипка.
Колектив оркестру очолювали Ю.Тимофеєв, М. Теріан, Г. Гоцирідзе, О. Лазарєв, А. Левін, О. Степанов, Г. Дмитряк, С.Скрипка (з 1975). Диригенти: Сергій Скрипка, Костянтин Науменко (з 1994), Микита Морозов.
Зарубіжна концертна діяльність колективу почалась у 1991 з поїздки на Європейську оркестрову зустріч до Швейцарії, участі у фестивалях Угорщини, Данії (1998), Польщі (1999), Швеції (2003, 2005, 2008) У травні 2004 з ініціативи Жуковського симфонічного оркестру відбувся 1-й міжнародний музичний фестиваль «Єврооркестр». Відтоді він проводиться що два роки. Випущено кармен-сюїту «Російський сувенір».
Також працює муніципальний театр «Стрела». Міський музей має колекцію «Жуковський музей історії підкорення неба». У місті працює 11 бібліотек із загальним фондом понад 500 тисяч книг, є артсалони.
У 1991 році створено Експериментальний музично-драматичний театр

### Охорона здоров'я
Міська клінічна лікарня має стаціонарне відділення, дитячу лікарню та три поліклініки. Кардіологічне відділення має лідируюче становище в галузі серцево-судинних захворювань. Також в місті є Центральна лікарня експертизи льотно-випробувального складу.

### Освіта
Професійну освіту в місті здійснюють три професійних училища, Жуковський авіаційний технікум ім. В. А. Казакова, філія Московського авіаційного інституту (державний технічний університет), філія Московського державного університету культури і мистецтв, факультет аеромеханіки і літальної техніки Московського фізико-технічного інституту, Муніципальний інститут міста Жуковського, Сучасна гуманітарна академія, Міжнародний інститут менеджменту ЛІНК, представництво Інституту управління і права у місті Жуковському, філія Московського державного індустріального університету.

### Пам'ятки архітектури, пам'ятники

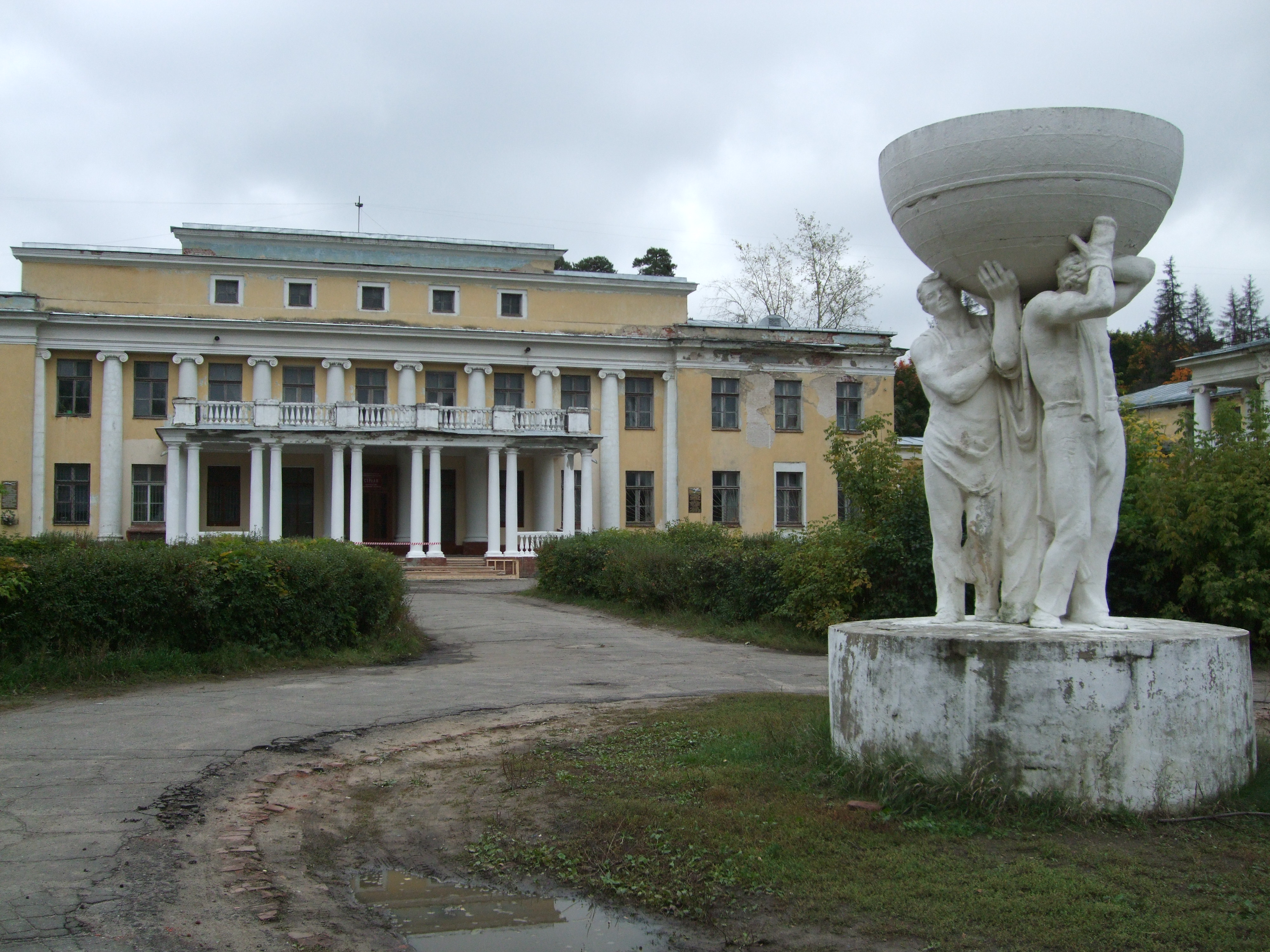
Муніципальний театр «Стріла»

Місто небагате на пам'ятки архітектури. Зокрема тут є комплекс колишнього санаторію для хворих туберкульозом (1913—1923 рр.)
Також у місті є пам'ятник М. Є. Жуковському збудований на початку ХХ століття — 2-га чверть ХХ століття.
Ще один пам'ятник основоположнику аеродинаміки М. Є. Жуковському збудований у 1970 р.

## Особистості, пов'язані з містом
- Микола Єгорович Жуковський
- Михайло Громов — герой Радянського Союзу, генерал-полковник авіації
- Сергій Павлович Корольов — український вчений, конструктор космічної техніки
- Юрій Гагарін — льотчик-космонавт
- Туполєв Андрій Миколайович — генеральний конструктор авіатехніки
- Сергій Скрипка — професор, диригент, почесний громадянин міста